# كلغة دلي ريتش العليا (مارغون)
کلغة دلي ریتش العلیا (بالفارسية: کلگه دلی ریچ علیا) هي قرية تقع في إيران في قسم مارغون الريفي. يقدر عدد سكانها بـ 25 نسمة بحسب إحصاء 2016.